# الحرب الإيطالية 1542-1546
كانت الحرب الإيطالية 1542–1546 نزاعًا في أواخر الحروب الإيطالية، حيث كانت بين فرانسوا الأول ملك فرنسا وسليمان القانوني سلطان الدولة العثمانية ضد الإمبراطور الروماني المقدس كارلوس الخامس (شارلكان) وهنري الثامن ملك إنجلترا. شهدت الحرب قتالًا مكثفًا في إيطاليا وفرنسا والبلدان المنخفضة، بالإضافة إلى محاولات لغزو إسبانيا وإنجلترا. كان الصراع غير حاسم ومكلفًا للمشاركين الرئيسيين.
ثارت الحرب بسبب فشل هدنة نيس، التي أنهت الحرب الإيطالية في 1536-1538، لتسوية النزاع طويل الأمد بين كارلوس وفرانسوا - لا سيما مطالباتهما المتضاربة لدوقية ميلانو. بعد أن وجد ذريعة مناسبة، أعلن فرانسوا الحرب مرة أخرى ضد عدوه الدائم في عام 1542. بدأ القتال على الفور في جميع أنحاء البلاد المنخفضة. شهد العام التالي هجوم التحالف الفرنسي العثماني على نيس، بالإضافة إلى سلسلة من المناورات في شمال إيطاليا والتي بلغت ذروتها في معركة سيريسول الدامية. شرع كارلوس وهنري بعد ذلك في غزو فرنسا، لكن الحصار الطويل لبولوني سوغ ميغ وسان ديزييه حال دون هجوم حاسم على الفرنسيين.
توصل كارلوس إلى تفاهم مع فرانسوا بموجب معاهدة كريبي في أواخر عام 1544، لكن وفاة الابن الأصغر لفرانسوا، دوق أورليان – الذي كان تقدمه للزواج من أحد أقارب الإمبراطور أساس المعاهدة – جعلها أقل نقاشًا بعد عام. استمر هنري، الذي تُرك وحده لكنه غير راغب في إعادة بولوني إلى الفرنسيين، في القتال حتى عام 1546، عندما أعادت معاهدة أردريس السلام أخيرًا بين فرنسا وإنجلترا. ترك موت فرانسوا وهنري في أوائل عام 1547 قرار الحروب الإيطالية في أيدي خلفائهم.

## تمهيد
لم تقدم هدنة نيس، التي أنهت الحرب الإيطالية 1536-1538، حلًا يُذكر للصراع الطويل بين الإمبراطور الروماني المقدس وملك فرنسا، على الرغم من وقف الأعمال العدائية، ما أفسح المجال لاتفاق حذر، حيث لم يكن أي من الملكين راضين عن نتيجة الحرب. كان فرانسوا يضمر رغبته في دوقية ميلانو. من جانبه، أصر كارلوس على أن يلتزم فرانسوا أخيرًا بشروط معاهدة مدريد، التي فُرضت على الملك الفرنسي أثناء أسره في إسبانيا بعد الحرب الإيطالية بين 1521-1526. كما بقي هناك مطالبات متضاربة في مناطق مختلفة – من كارلوس إلى بورجوندي. ومن فرانسوا إلى نابولي وفلاندرز.
استمرت المفاوضات بين القوتين خلال عام 1538 وحتى عام 1539. في عام 1539، دعا فرانسوا كارلوس – الذي واجه تمردًا في البلدان المنخفضة – للسفر عبر فرنسا في طريقه شمالًا من إسبانيا. قَبِل كارلوس واستُقبل بكرم. لكن بينما كان على استعداد لمناقشة المسائل الدينية مع مضيفه – حيث كان الإصلاح البروتستانتي قيد التنفيذ – أجّل البحث في مسألة الخلافات السياسية، ولم يُتخذ قرار بشأن أي شيء بحلول الوقت الذي غادر فيه الأراضي الفرنسية.
في مارس 1540، اقترح كارلوس تسوية الأمر عن طريق زواج ماريا من إسبانيا من ابن فرانسوا الأصغر، دوق أورليان. ثم يرث الاثنان هولندا، ودوقية بورغونيا، وشارولايس بعد وفاة الإمبراطور. في غضون ذلك، كان على فرانسوا أن يتخلى عن مطالبه في دوقية ميلانو وسافوي، ويصادق على معاهدتي مدريد وكامبراي، وينضم إلى تحالف مع كارلوس. اعتبر فرانسوا أن خسارة ميلان ثمن باهظ للغاية لدفعه لقاء حيازة هولندا في المستقبل، ولم يكن مستعدًا للتصديق على المعاهدات بأي شكل، لذلك قدم عرضه. في 24 أبريل، وافق على التخلي عن مطالبة في ميلان مقابل الاستلام الفوري لهولندا. استمرت المفاوضات لأسابيع، لكنها لم تحرز أي تقدم، وتُركت في يونيو 1540.
سرعان ما بدأ فرانسوا في جمع حلفاء جدد لقضيته. فيلهلم، دوق يوليش-كليفه-برغ، الذي انخرط في حروب خيلدرز، تنازع مع كارلوس حول الخلافة في خيلدرز، وتحالف مع فرانسوا من خلال عرض الزواج من ابنة أخت فرانسوا، جين دي ألبريت. سعى فرانسوا للتحالف مع اتحاد شمالكالدي أيضًا، لكن الاتحاد اعترض. بحلول عام 1542، توصل الحلفاء الفرنسيون المحتملون المتبقون في شمال ألمانيا إلى تفاهم مع الإمبراطور. كانت الجهود الفرنسية في أقصى الشرق أكثر إثمارًا، ما أدى إلى تجديد التحالف الفرنسي العثماني. حيث سعى سليمان القانوني سلطان الدولة العثمانية، بإلهاء كارلوس عن التقدم العثماني في المجر.
في 4 يوليو 1541، قُتل السفير الفرنسي في البلاط العثماني، أنطوان دي رينكون، على يد القوات الإمبراطورية بينما كان مسافرًا بالقرب من بافيا. ردًا على احتجاجات فرانسوا، نفى كارلوس مسؤولية قتله، ووعد بإجراء تحقيق بمساعدة البابا. حيث كان كارلوس بحلول ذلك الوقت قد وضع خططًا لشن حملة في شمال إفريقيا، وأراد تجنب الانخراط في أي تشابكات في أوروبا.
بحلول نهاية سبتمبر، كان كارلوس في ميورقة، يستعد للهجوم على الجزائر. اعتبر فرانسوا أنه من غير الحكمة مهاجمة مسيحي يقاتل المسلمين، ووعد بعدم إعلان الحرب طالما كان الإمبراطور يقوم بحملته. ومع ذلك، كانت الحملة الإمبراطورية فاشلة تمامًا. فرقت العواصف أسطول الغزو بعد فترة وجيزة من الإنزال الأولي، وعاد كارلوس إلى إسبانيا مع بقية قواته بحلول نوفمبر. في 8 مارس 1542، عاد السفير الفرنسي الجديد أنطوان إسكالين دي إيمار من القسطنطينية بوعود بمساعدة العثمانيين في الحرب ضد كارلوس. أعلن فرانسوا الحرب في 12 يوليو، آخذًا من الإصابات المختلفة أسبابًا للحرب. وكان من بينها مقتل رينكون، الذي وصفه بأنه «ضرر كبير للغاية ومقيت ومريب جدًا لأولئك الذين يحملون لقب الأمير حيث لا يمكن بأي حال من الأحوال العفو عنه».

## التحالف الفرنسي العثماني
نظرًا للعلاقة الحسنة التي كانت تربط السلطان سليمان القانوني بفرانسوا الأول ملك فرنسا، فقد تم عقد معاهدة بين الدولتين بعد استعادة ميناء نيس في 16 جمادى الآخرة 950 هـ الموافق ل 16 سبتمبر 1543، تنازلت فيها فرنسا عن ميناء تولون الفرنسي للإدارة العثمانية لفترة مؤقتة، وتحول الميناء الحربي لفرنسا إلى قاعدة حربية إسلامية للدولة العثمانية التي كانت في حاجة ماسة إليه؛ حيث كان الأسطول العثماني يهاجم في غير هوادة الأهداف العسكرية الإسبانية التي كانت تهدد دول المغرب الأقصى والأوسط والملاحة في البحر المتوسط.
وفي الفترة التي تم فيها تسليم ميناء تولون للدولة العثمانية أُخلي الثغر الفرنسي من جميع سكانه بأوامر من الحكومة الفرنسية، وتحولت تولون إلى مدينة إسلامية عثمانية، رُفع عليها العلم العثماني، وارتفع الأذان في جنبات المدينة، وظل العثمانيون ثمانية أشهر، شنوا خلالها هجمات بحرية ناجحة بقيادة خير الدين بارباروسا على سواحل إسبانيا وإيطاليا.